# 破產法 (中華民國)
《破產法》是中華民國處理破產程序之法律。

## 概要
中華民國現行《破產法》，為1935年在中國大陸所制定，全文共159條，包括了和解程序與破產程序。和解程序是召集所有債權人開會，與破產人即債務人達成還錢的協議。協議達成後，即便未參與協議之債權人，也受到該協議之拘束。例如協議結果為債務人應分2年清償所有債權之60%，則所有債權人將喪失40%的債權。破產人最終只要還所有債務的60%即可。如果協議不成，則進入狹義之破產程序，由法院任命之破產管理人負責點收破產人之所有財產，並平均分配給所有債權人。分配結束後，就債權未能清償之部分，破產人均不用再清償。
中華民國行政院為了解決卡債、卡奴的問題，針對債務人是消費者之情形，制定有《消費者債務清理條例》。該條例僅適用於破產人是消費者之情形，而《破產法》則適用於破產人是公司法人或自營業者之情形。
《公司法》第5章第10節第282條以下設有公司重整程序，同法第12節設有特別清算程序，亦屬倒產法程序之範疇。

## 修正
《破產法》迄今僅有三次局部修正（最後一次是1993年），已然陳舊。司法院乃於1993年7月成立破產法研究修正委員會，開始修法案之起草作業。2004年司法院完成修法草案，並於同年5月與行政院會銜向立法院提出。然而，旋即因國會改選而廢案。司法院再持續檢討草案內容，並於2010年11月成立由6人組成之「破產法研究修正小組」，進行研討。2016年修正小組完成新的草案版本，由司法院與行政院會銜向立法院再次提出法案，並計劃更名為「債務清理法」。不過最後仍因2020年1月立法委員改選而廢案。

## 外部連結
- 中華民國破產法 （页面存档备份，存于）